# Azobé

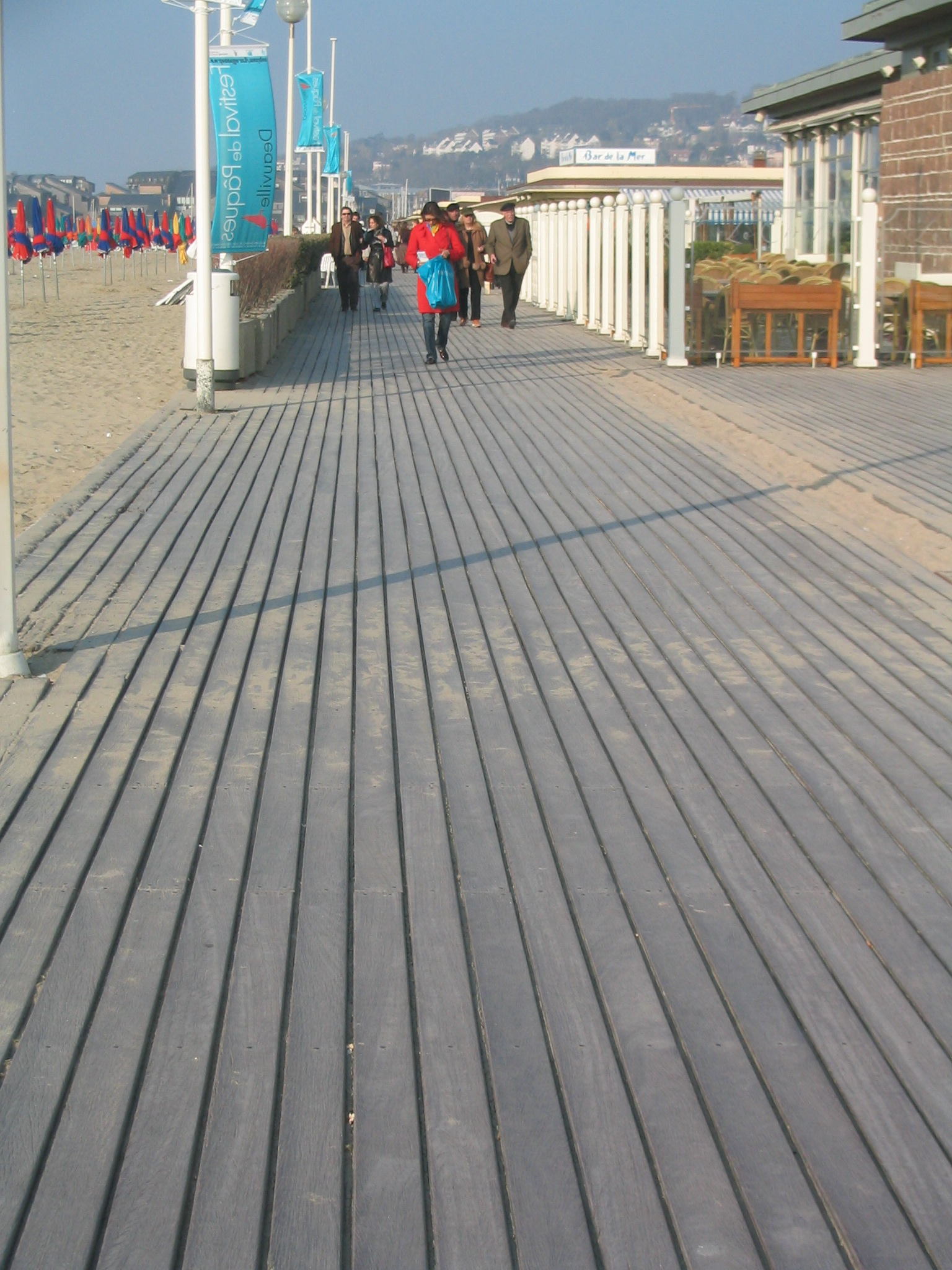
Strandpromenaden i Deauville med trall av azobé, utlagd 1923

Azobé är ett av namnen på det hårda och hållbara träet från  arten Lophira alata i familjen Ochnaceae. Träslaget ingår i de träslag som också kallas järnträ. 
Träet har en lila-brun färg, med karaktäristiska vita till gulfärgade streck. Lophira alata är en utbredd art i Västafrika, från Guinea Bissau österut till Centralafrikanska republiken och söderut till Gabon och Demokratiska republiken Kongo.
Träet används bland annat för tunga konstruktioner som inte måste stå emot vind och också ta upp stora krafter, såsom slussgrindar samt dykdalber och fendrar. Den används även för ställningsdetaljer och där det krävs en mycket stark och hållbar träslag, såsom grundstolpar och regler. Andra användningsområden är korgmattor och stängsel, samt pergolar och trall.
Azobe är tungt och sjunker vanligtvis i vatten. Det kan ha mycket spänning. Särskilt märks genom vridning eller skevhet i plankor och stolpar som är tunnare än 50 millimeter, men märks inte i tjockare stolpar. Träet är mycket svårt att dela. Det är ofta för svårt att spika i, utan får sammanfogas med bandbultar.
Trädslaget går under många namn, bland andra "Ekki" och "Red Ironwood" i engelsktalande länder och "Bongossi" i Tyskland.
Trädet är upp till 60 meter högt i Väst- och Centralafrika. Arten är klassificerad som "sårbar" på IUCN:s rödlista . 

## Bildgalleri

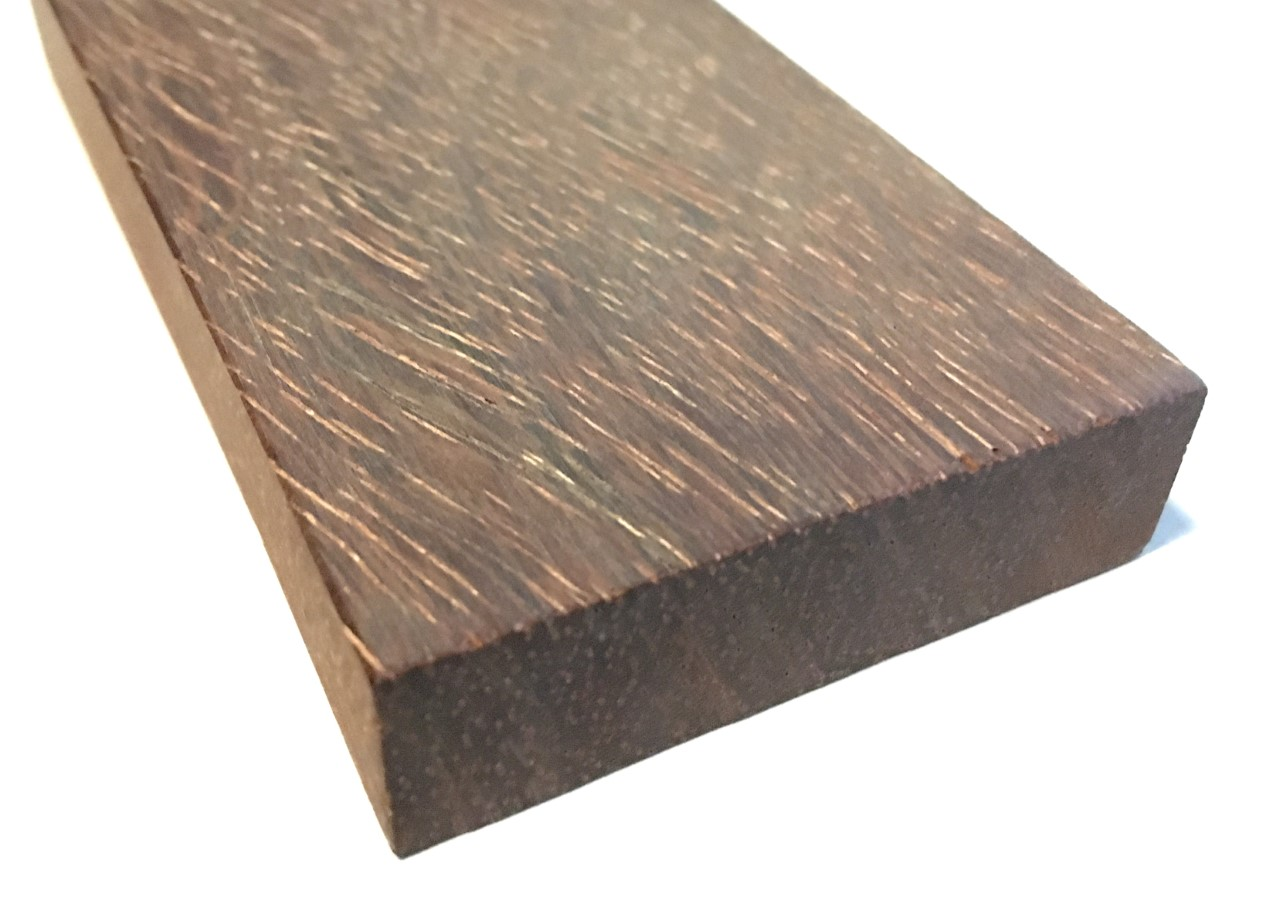
Azobé
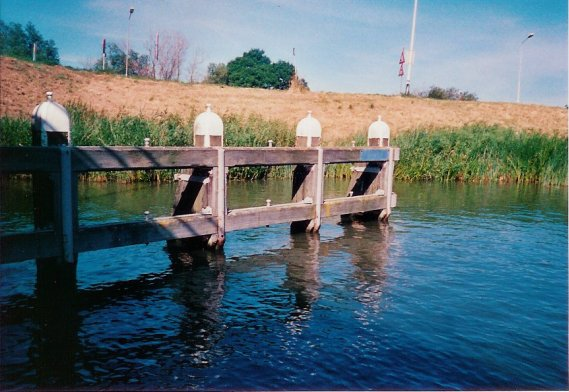
Dykdalb i Nederländerna
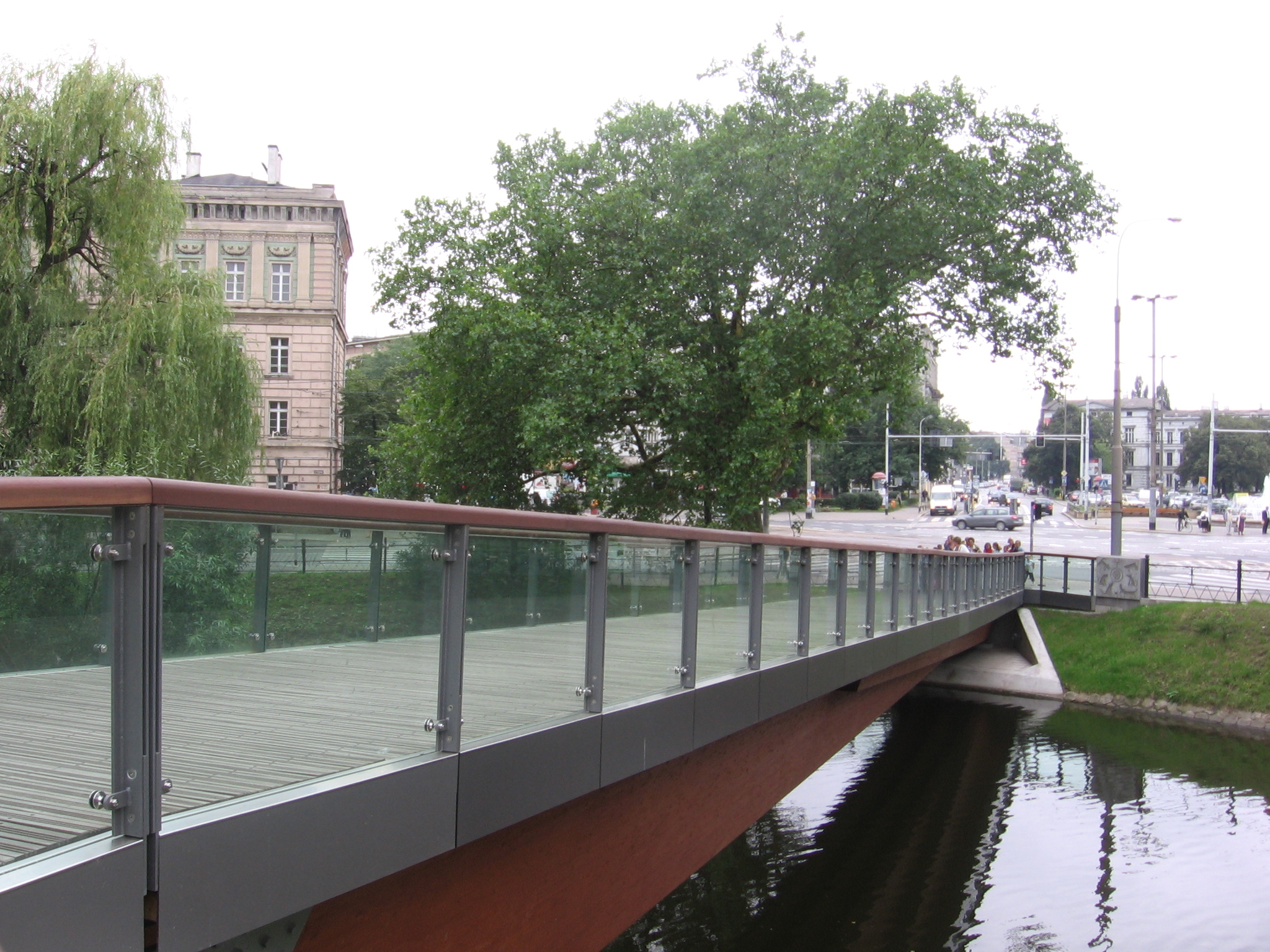
Świebodzka-gångbron i Wrocław i Polen